# Комаль
Комаль (исп. Comal) — традиционная посуда мезоамериканских народов. Название происходит из языка науатль: comalli — глиняная сковорода.

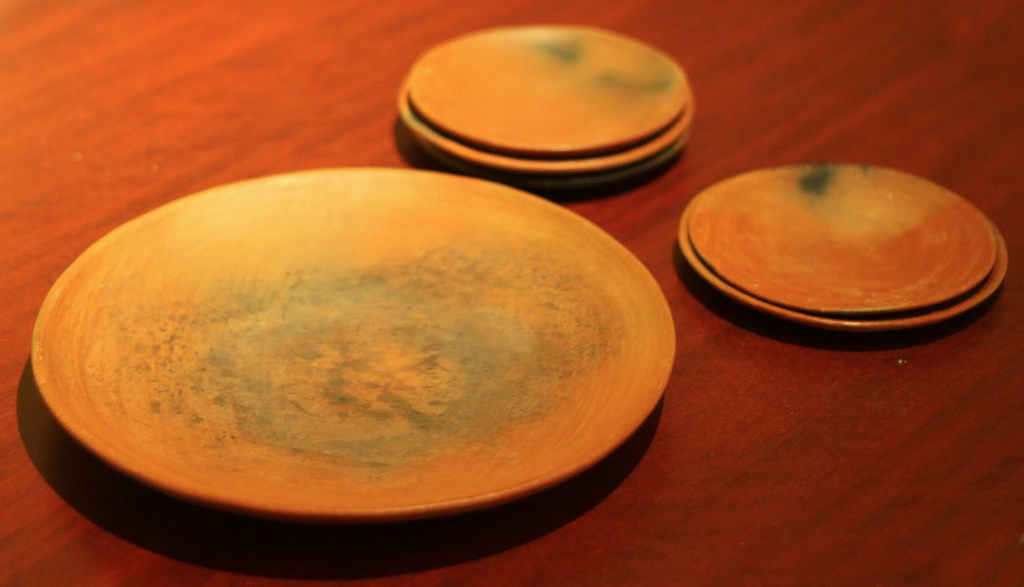
Комали разных размеров

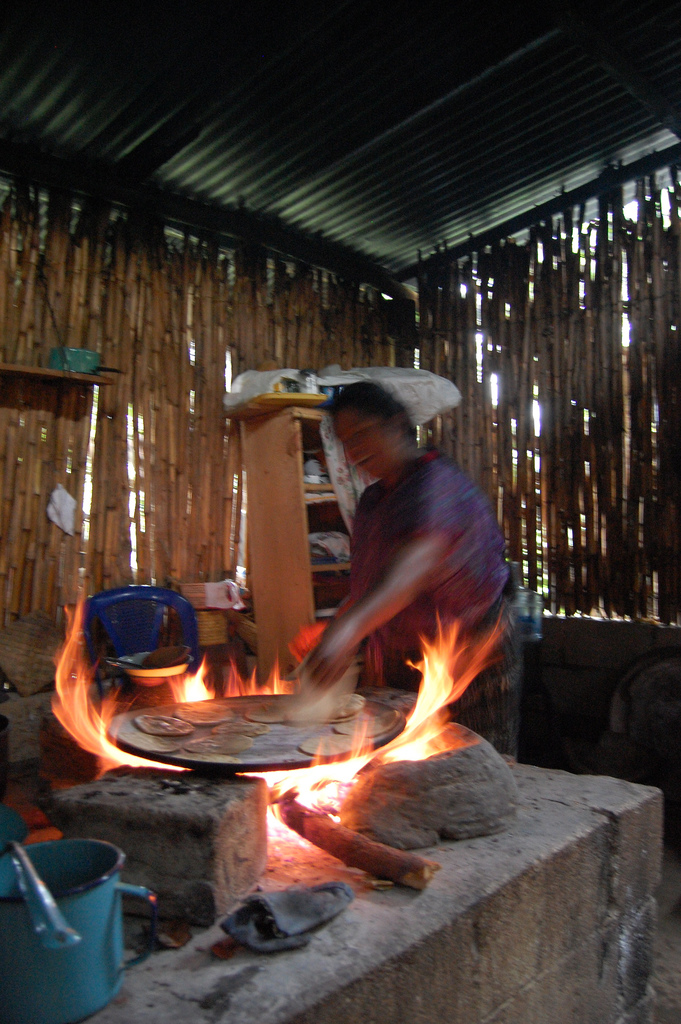
Приготовление тортильи на комале

Используется для приготовления тортильи, специальных тостов, сушёного мяса и другой еды.
Археологические находки комалей встречаются во многих местах Мезоамерики, однако их распределение носит неравномерный характер, и возрастает со временем, что связывают с вхождением отдельных народов в Ацтекскую империю. В качестве альтернативной версии предполагается поздний завоз традиции приготовления тортильи вместе с переселенцами с берегов Мексиканского залива.